# Dècada del 1710

## Esdeveniments
- Guerra de Successió Espanyola, que culmina en el Tractat d'Utrecht
- Decrets de Nova Planta
- Primera legislació sobre els drets d'autor
- Pequín es converteix en la ciutat més poblada del món
- Edat d'or de la pirateria al Carib

## Personatges destacats
- Felip V de Castella
- Pere I de Rússia
- Jean-Jacques Rousseau, escriptor i pensador francès.[1]